# Alice et les Plumes de paon
Alice et les Plumes de paon (The Hidden Window Mystery, littéralement : « Le Mystère de la fenêtre cachée ») est le trente-quatrième roman de la série américaine Alice (Nancy Drew en VO) écrit par Caroline Quine, nom de plume collectif de plusieurs auteurs. L'auteur de ce roman est Harriet Adams. 
Aux États-Unis, le roman a été publié pour la première fois en 1956 par Grosset & Dunlap (New York). En France, il est paru pour la première fois en 1965 chez Hachette Jeunesse dans la collection « Idéal-Bibliothèque » sous le no 282. Il n'a plus été réédité en France depuis 1991. 
Dans ce roman, Alice Roy, aidée par ses amies Bess et Marion, tente de retrouver un précieux vitrail emmené aux États-Unis en 1850 par un immigrant anglais. Le vitrail, représentant « Le Chevalier au Paon » est recherché par Sir Richard Greystone, le seul héritier vivant de cet immigrant, qui offre une forte récompense pour retrouver ce vitrail.

## Résumé
Remarque : le résumé est basé sur les éditions cartonnées non abrégées parues de 1965 à 1982 en langue française.

### Mise en place de l'intrigue (chapitres 1 et 2)
Le facteur Ritter est bien ennuyé : il est accusé par la nouvelle voisine des Roy, Mme Brown, d'avoir perdu ou détourné une lettre provenant de son frère (Alfred Rugby) et contenant, selon elle, une forte somme d'argent.
Réconfortant le facteur, Alice apprend que la revue Le Continental évoque la recherche de sir Richard Greystone, un lord anglais, qui souhaite retrouver un vitrail du XIVe provenant d'Angleterre, emmenée aux États-Unis vers 1850 par l'un de ses ascendants. Sir Greystone offre une importante récompense à la personne qui réussira à retrouver ce vitrail qui représente un chevalier à côté d'un paon.
Sachant que nombre d'émigrants arrivaient alors à Charlottesville en Virginie, Alice décide de commencer ses recherches dans cette ville et aux environs. Elle contacte sa cousine Suzanne Carr qui lui répond qu'elle sera ravie de la revoir et de l'héberger. Quelques jours après, Alice reçoit un télégramme : Suzanne renonce à son offre et prie Alice de remettre à plus tard ses recherches. Alice décide de passer outre : elle ira dormir à l’hôtel, faute de dormir chez sa cousine. Alice apprend incidemment que le frère de Mme Brown, Alfred Rugby, habite aussi à Charlottesville.

### Enquête et aventures (chapitres 3 à 14)
Se rendant avec ses amies Bess et Marion à Charlottesville, Alice apprend que Suzanne a été blessée lors d'un accident de voiture. Elle rencontre Suzanne à l'hôpital : un homme lui a fait une queue-de-poisson et l'a envoyée dans le fossé. Par ailleurs Suzanne affirme n'avoir envoyé aucun télégramme à Alice. Le lendemain, Alice récupère la voiture de Suzanne au garage automobile et va récupérer sa cousine à l’hôpital. Mais la voiture a été sabotée : les freins ont été désactivés. Un médecin local est appelé et vient au secours des quatre jeunes femmes. Une enquête rapide montre que le sabotage a sans doute été commis par un homme assez jeune, dont le signalement pourrait correspondre à Alfred Rugby, le frère de Mme Brown. Mais Suzanne ouvre une nouvelle piste pour Alice : d'étranges cris proviennent de la propriété de son voisin, M. Honsho.
Toutefois Alice a une priorité : rencontrer M. Bradshow, un célèbre maître-verrier qui pourrait lui donner des renseignements sur la fabrication et la conservation des vitraux. La rencontre est fructueuse et les trois jeunes femmes apprennent toutes sortes d'information sur l'art du vitrail. Le soir, chez Suzanne : la bonne de Suzanne aperçoit un rôdeur dans le parc. S'élançant à sa poursuite, Alice ramasse un tube de peinture perdu par le rôdeur. Mais elle est frappée par derrière et le rôdeur récupère le tube perdu. 
Le lendemain, se rendant de nouveau chez M. Bradshow pour lui poser de nouvelles questions, Alice et ses amies découvrent que ce dernier a embauché un nouvel assistant : Alfred Rugby ! Lors d'une discussion avec Alice, l'homme se montre agressif. Le soir même, alors qu'Alice et ses amies va surveiller les environs de l’atelier de M. Bradshow, elle voit Alfred Rugby se livrer à des activités étranges.
Lors d'une soirée organisée par Suzanne Carr et son époux, Alice fait la connaissance de Sheila Patterson, une voisine des Bradshow, et de sa fille Annette. Sheila lui parle de bruits étranges provenant du voisinage et craint que la maison qu'elle occupe soit hantée ! Alice lui promet de venir la voir très prochainement.
Le lendemain, Alice, Bess et Marion se rendent chez les Patterson. On évoque les bruits nocturnes qui font peur à Sheila et à Annette, et les jeunes femmes rencontrent un jeune cow-boy venant de l'Oklahoma, Dick Sinsy, qui est employé chez M. Honsho (voisin des Bradshow et des Patterson) et qui fait la cour à Annette. Néanmoins la jeune fille « n'est pas intéressée » par Dick. La nuit venue, Alice, Bess, Marion, Sheila et Annette sont réveillées par des bruits nocturnes qui les inquiètent. Elles aperçoivent même un « spectre » effrayant. Tombant dans un sous-sol à la suite de l'ouverture d'une trappe occultée, Alice et Marion parcourent les souterrains de la vieille maison. Les jeunes filles parviennent à trouver la sortie avant de remonter à la maison et de retrouver les trois autres occupantes. Alors qu'on est en pleine nuit, un paon est retrouvé en train de déambuler dans le jardin ! Les jeunes filles aperçoivent le rôdeur en train de quitter en canoë la propriété en se laissant glisser le long de la petite rivière limitrophe.
Les jeunes filles enquêtent sur Dick Sinsy et rencontrent sa logeuse, Mme Paget. Alice suppose que le spectre aperçu la nuit précédente est Dick et met au point un stratagème pour s'en assurer. Une invitation à dîner est envoyée par Annette au jeune homme. Le lendemain soir, Dick arrive et on lui fait visiter la maison. Il est emmené au grenier, là où récemment le fantôme avait été aperçu. On fait en sorte de le placer à l’endroit où se trouve la trappe qui avait entraîné la chute d'Alice et de Marion dans les souterrains. Par instinct, l'homme s'écarte de la trappe. Alice et ses amies l’accusent donc de leur avoir fait peur la nuit précédente. Après de molles dénégations, Dick reconnaît les faits : Dick avait eu connaissance de l'article du Continental et, sachant que Sheila et Annette résidaient dans l’une des plus vieilles maisons de la ville, il avait courtisé Annette avant de tenter de faire peur à la mère et à la fille pour qu'elles quittent, au moins provisoirement, la maison. Mais en fin de compte ses efforts ont été vains : il n'a aucune idée sur le lieu de localisation du vitrail tant recherché. Pour se racheter, il propose de faire part à son employeur, M. Honsho, de la possibilité d'ouvrir son jardin au public lors de la « Semaine fleurie » : l'homme a créé un élevage de paons.
Les jeunes femmes rencontrent M. Honsho qui accepte d'ouvrir son jardin au public. Quand les jeunes femmes reviennent dans la maison de Sheila Patterson, elles constatent que la demeure a été cambriolée et que tous les meubles sont sens dessus-dessous.

### Dénouement et révélations finales (chapitres 15 à 17)
Les soupçons d'Alice se tournent vers Alfred Rugby. Avec ses amies, elle se rend à son domicile. Cachées dans l'ombre, elles entendent une conversation téléphonique entre Alfred et sir Greystone : avec les outils de M. Bradshow, Alfred a réalisé un faux vitrail et, le faisant passer pour vrai, compte le vendre très cher à Greystone !
Les jeunes filles suivent Alfred Rugby et assistent à son rendez-vous avec sir Greystone. Elles interviennent au moment de la présentation du faux vitrail. Alfred Rugby, confondu, prend la fuite et est poursuivi par la police. Il sera par la suite arrêté et passera des aveux complets.
Pendant ce temps, Alice explique à ses amies et à sir Greystone qu'elle sait où se trouve le vitrail : dans la maison de Sheila Patterson ! La petite troupe se rend dans la vieille demeure. Alice fait dégager un petit mur qui occultait le vitrail, ainsi protégé depuis plus d'un siècle. Le vitrail est restitué à sir Greystone moyennant une bonne récompense. Sheila apprend qu'elle est engagée dans une production à Broadway et que sa période de chômage va prendre fin.

## Personnages

### Personnages récurrents
- Alice Roy : jeune détective amateur, fille de James Roy, orpheline de mère.
- James Roy : avoué[2] de renom, père d'Alice Roy, veuf.
- Bess Taylor : jeune fille blonde et rondelette, une des meilleures amies d'Alice.
- Marion Webb : jeune fille brune et sportive, cousine germaine de Bess Taylor et une des meilleures amies d'Alice.
- Ned Nickerson : jeune homme brun et athlétique, ami et chevalier servant d'Alice, étudiant à l'université d'Emerson.
- Daniel Evans : ami et chevalier servant de Bess, camarade d'université de Ned (courte apparition au chapitre 7).
- Bob Eddleton : ami et chevalier servant de Marion, camarade d'université de Ned (courte apparition au chapitre 7).
- Sarah : la fidèle gouvernante des Roy, qui a élevé Alice à la mort de sa mère (courte apparition dans les chapitres 1 et 2).
- Togo : le chien fox-terrier d'Alice (courte apparition au chapitre 2).

### Personnages spécifiques à ce roman
- M. Ritter : facteur des Roy.
- Margaret Brown (Mrs. Dondo en VO) : nouvelle voisine des Roy.
- Alfred Rugby (Alonzo Rugby en VO) : le frère de Mme Brown.
- Suzanne Carr (Susan Carr en VO) : cousine d'Alice.
- Cliff Carr : le mari de Suzanne.
- Marc Bradshow : maître verrier.
- Patricia Bradshow : son épouse.
- Sheila Patterson : actrice au chômage, 40 ans.
- Annette : fille de Sheila Patterson, 18 ans.
- M. Honsho : un Indien, éleveur de paons.
- Dick Sinsy : jeune homme employé chez M. Honsho.
- Sir Richard Greystone : un lord anglais.

## Éditions françaises
Note : Toutes les éditions ont paru aux éditions Hachette.
- 1965 : Alice et les Plumes de paon — coll. « Idéal-Bibliothèque » no 282, cartonné (français, version originale). Illustré par Albert Chazelle. Texte français d'Anne Joba. 25 chapitres. 189 p.
- 1968 : Alice et les Plumes de paon — coll. « Idéal-Bibliothèque » no 282, cartonné (français, version originale). Nouvelle couverture d'Albert Chazelle. Texte français d'Anne Joba. 25 chapitres. 189 p.
- 1971 : Alice et les Plumes de paon — coll. « Bibliothèque verte », cartonné (français, version originale). Illustré par Albert Chazelle. Texte français de Claude Voilier. 17 chapitres. 188 p.
- 1982 : Alice et les Plumes de paon — coll. « Bibliothèque verte », cartonné (français, version originale). Texte français de Claude Voilier. 17 chapitres. 188 p.  Couverture de Joseph Sheldon, illustrations intérieures d'Albert Chazelle.
- 1983 : Alice et les Plumes de paon — coll. « Bibliothèque verte », cartonné (série "striée"), texte abrégé. Couverture de Joseph Sheldon, illustrations intérieures d'Albert Chazelle.
- 1986 : Alice et les Plumes de paon — coll. « Bibliothèque verte » (série au dos hachuré), cartonné (français, version originale). Couverture de Philippe Daure.
- 1990 : Alice et les Plumes de paon — coll. « Bibliothèque verte », souple (français, version originale). Couverture de Philippe Daure.